# Aleiodes crassijugosus
Aleiodes crassijugosus är en stekelart som beskrevs av Fortier 2007. Aleiodes crassijugosus ingår i släktet Aleiodes och familjen bracksteklar. Inga underarter finns listade i Catalogue of Life.